# Мала тврђава Терезин
Мала тврђава Терезин (чеш. Malá pevnost Terezín) значајан је дио града Терезин смјештен на десној обали ријеке Охре поред бившег државног пута I/8 (сада пут II/608) на рути Праг — Теплице — Дрезден око 60 километара сјеверно од Прага и 4 километра југозападно од Литомјержица. Ова првобитна војна тврђава изграђена је заједно са цијелим Терезином на крају 18. вијека на десној обали Старе Охре и у 19. вијеку служила је као затвор.

## Први свјетски рат
Током Првог свјетског рата, мала тврђава играла је тужну улогу као тамница за противнике аустроугарског империјализма и рата. Највећи ратни логор у чешким земљама основан је у непосредној близини Терезина. Југословенски националиста Гаврило Принцип који је 28. јуна 1914. убио Франца Фердинанда и његову супругу Софију Хотек у Сарајеву био је притворен овдје. Овај догађај био је један од узрока избијања Великог рата. Принцип је преминуо од туберкулозе у веома лошим условима Терезинског затвора 28. априла 1918. године.

## Други свјетски рат
Током Другог свјетског рата, мала тврђава била је злогласни затвор прашког Гестапоа од 10. јуна 1940. до маја 1945. године. Током овог периода, око три хиљада затвореника прошло је кроз затвор.
Надзорници затвора били су:
- СС-хауптштурмфирер Хајнрих Јокел (1898—1946);
- СС-шарфирер Ханс Левински (1899—1947);
- СС-шарфирер Алберт Нојбауер (1910—1948);
- СС-шарфирер Вилхелм Шмидт (1911—1946);
- СС-обершарфирер Стефан Ројко (1910—2000).

Због лоших хигијенских услова, избила је епидемија тифуса почетком 1945. године, која је пронађена анализом 90 узорака затвореника из Мале тврђаве, који су послати на копање ровова у Храдец Кралове. Затим је чешки љекар Карел Рашка организовао љекарску помоћ. Прва група чешких љекара и волонтера стигла је 4. маја, међу којима је било 50 ученика из сестринске школе у Буловки.
Дио јединица 5. гардијске армије под командом генерал-пуковника Александра Иљича Родимцева 10. маја 1945. године стигао је до Терезина. Мајор М. А. Кузмин постао је војни заповједник Терезина. Сљедећег дана стигла је совјетска санитарна колона, а 13. маја стигао је санитарни воз. На лицу мјеста постављено је пет потпуно опремљених војних болница.

## Послије Другог свјетског рата
У периоду 1945—1948. мала тврђава је служила као логор за њемачке ратне заробљенике, као и за цивиле њемачке националности, који су након рата требали да се преселе из Чехословачке у Њемачку на основу Бенешових декрета.
Данас је у малој тврђави сједиште музејске, културне и образовне установе под називом Меморијални комплекс Терезин. Непосредно пред главном западном капијом мала тврђаве налази се Национално гробље Терезин.